# Piacenza Calcio
Piacenza Calcio este un club de fotbal din Piacenza, Italia, fondat în 1919. În prezent, echipa evoluează în Serie D[*].

## Palmares
- Coppa di Lega Anglo-italiana: 1
  - 1986

- Serie B
  - 1994–95

- Serie C
  - 1968–69, 1974–75, 1986–87, 1990–91

## Jucători renumiți
- Amauri
- Claudio Gentile
- Alberto Gilardino
- Dario Hübner
- Filippo Inzaghi
- Simone Inzaghi
- Enzo Maresca
- Matuzalem
- Simone Pepe
- Flavio Roma
- Giuseppe Signori
- Pietro Vierchowod